# Biblioteca de las Revoluciones de México
La Biblioteca de las Revoluciones de México del Instituto Nacional de Estudios Históricos de las Revoluciones de México (INEHRM), fue inaugurada el 6 de mayo de 1994 con motivo de la conmemoración del LXXXIII aniversario del inicio del movimiento revolucionario por el presidente Carlos Salinas de Gortari. Antes era la Biblioteca de la Revolución Mexicana.

## Ubicación

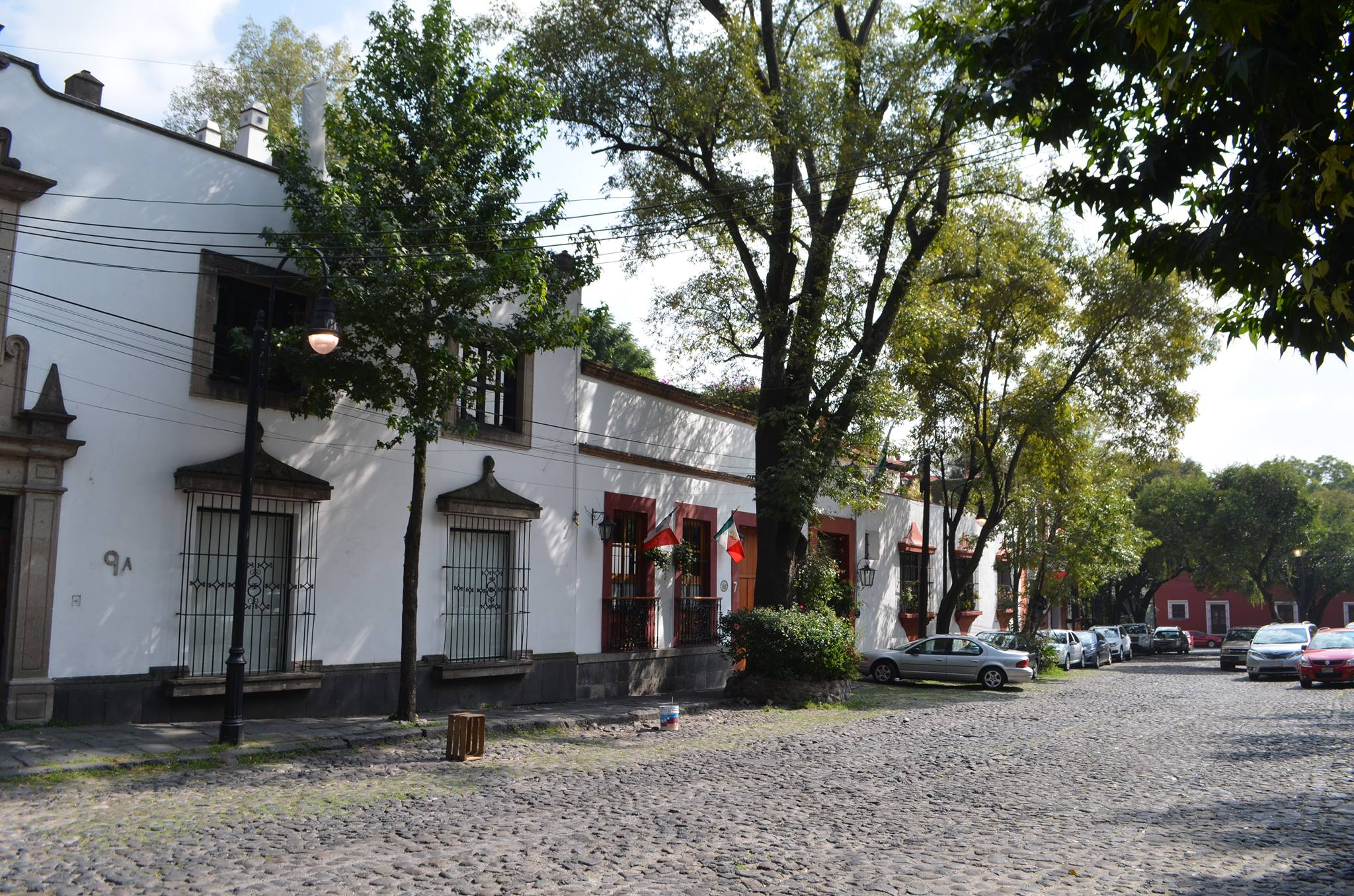

Está ubicada frente a la Plaza del Carmen, en el pintoresco pueblo de San Ángel, Del. Álvaro Obregón en la Ciudad de México, precisamente ocupa el área principal de "La Casa de los Dos Patios" y la vez es la entrada y sede del Instituto Nacional de Estudios Históricos de las Revoluciones de México (INEHRM).

## Interior y fondos

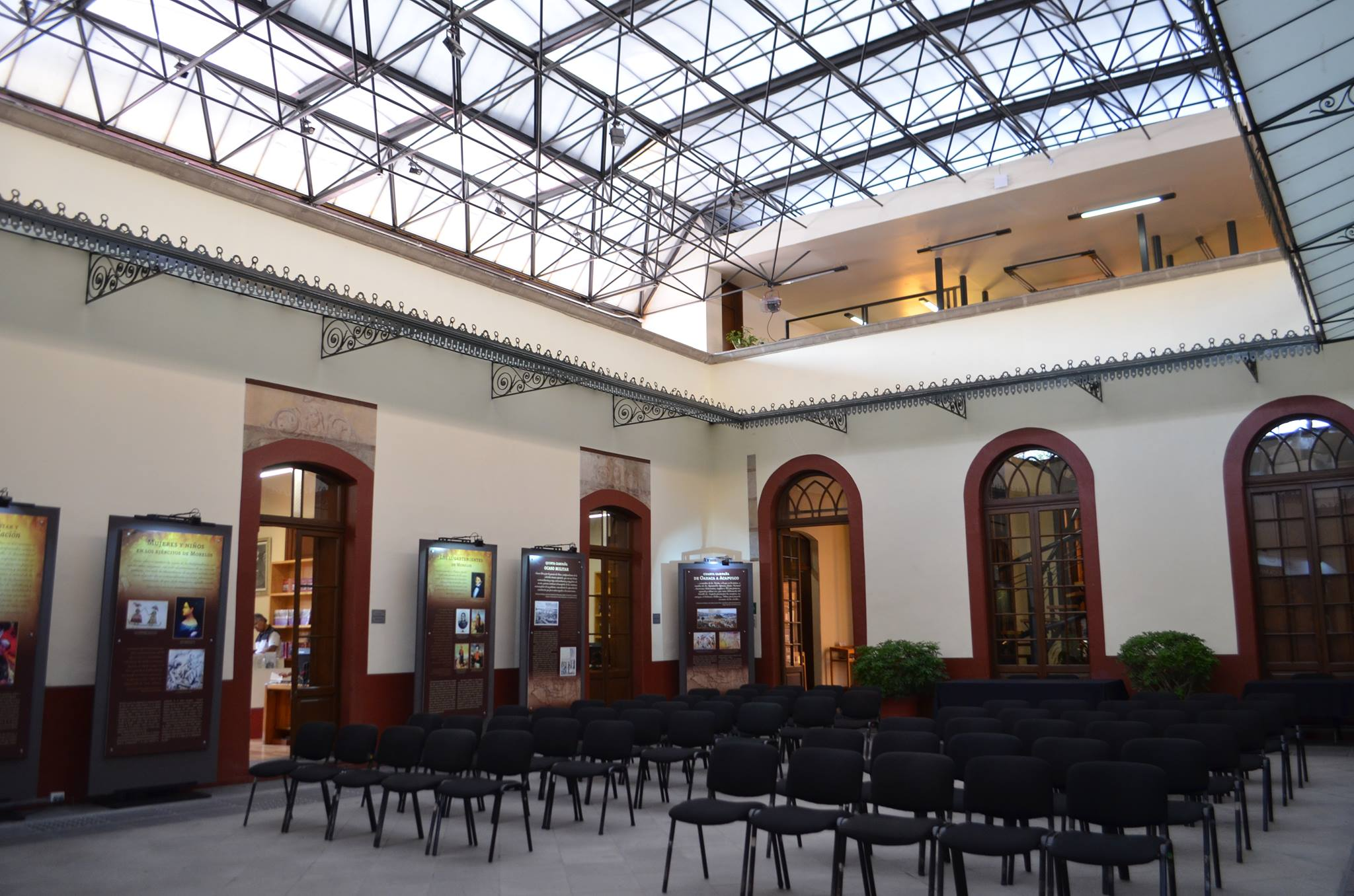

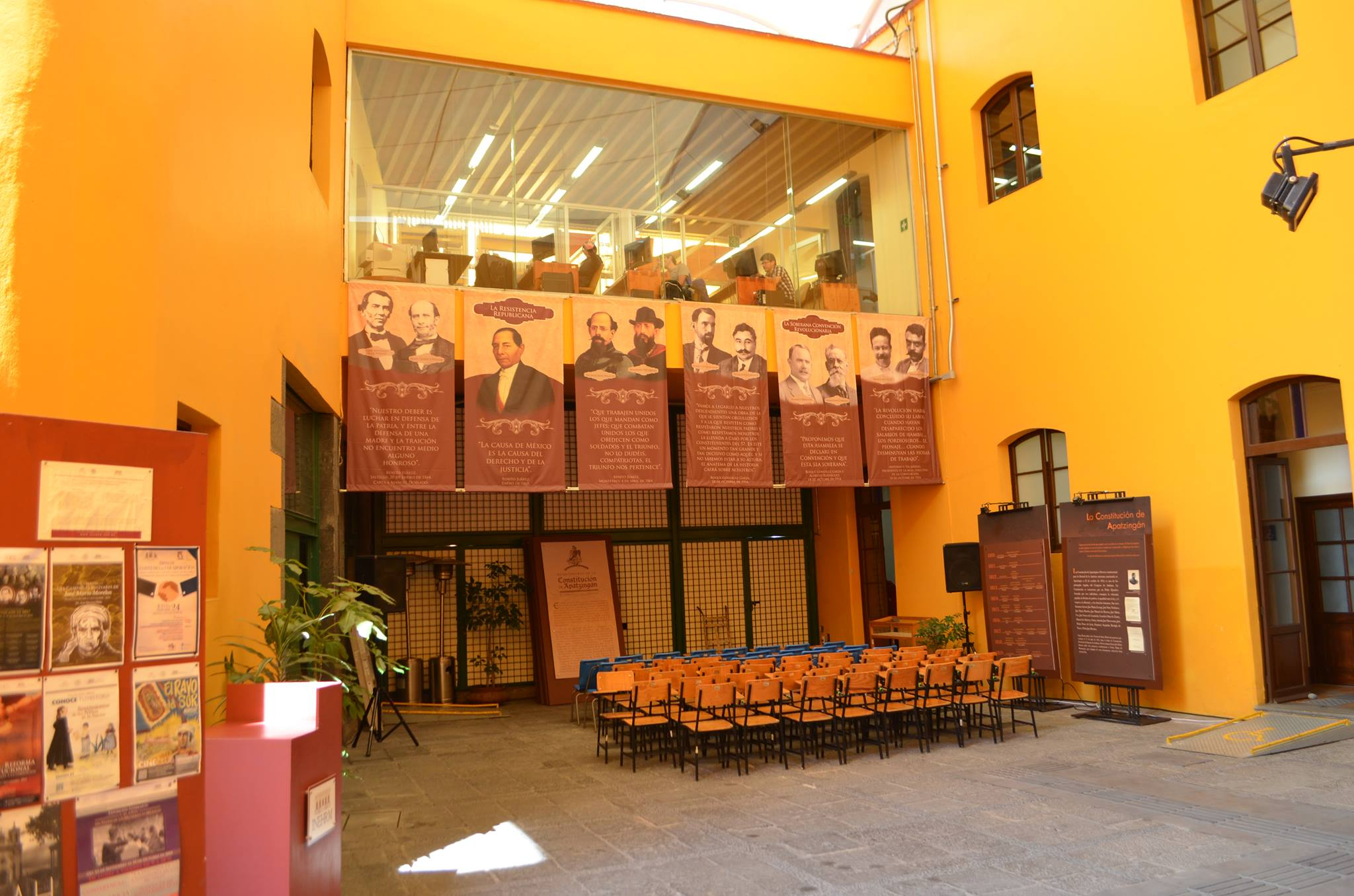

En sus comienzos, la biblioteca inició con un fondo de ocho mil volúmenes especializados en la Revolución Mexicana. Actualmente la biblioteca cuenta con más de 86 mil ejemplares, de los cuales destacan, libros, folletos y revistas, entre otros. En la actualidad la Biblioteca se encuentra en una fase de ampliación, en la cual se continúa incorporando volúmenes referentes a la historia de la Independencia de México, Reforma liberal e Historia Constitucional de México, especialmente, sobre el origen, contenido y evolución de la Constitución Política de los Estados Unidos Mexicanos del 5 de febrero de 1917, con motivo de la conmemoración de su Centenario en 2017. Al interior de la Biblioteca se encuentran varias salas de lectura y computadoras; asimismo, un patio cubierto con un domo de cristal en el cual se realizan actividades académicas como exposiciones, cursos, foros, conferencias, talleres de lectura y talleres para niños sobre los distintos temas relacionados con las Revoluciones de México.

## Acervo bibliográfico
La totalidad del acervo de la Biblioteca de las Revoluciones de México del INEHRM está ordenado en Colecciones y puede consultarse en el catálogo en línea.